# Llista de medallistes olímpics de taekwondo
Aquesta és una llista dels medallistes olímpics de taekwondo:

## Medallistes

### Categoria masculina

#### Pes mosca
| Edició               | Or                 | Argent                  | Bronze                  |
| 2000 Sydney detalls  | Michail Mouroutsos | Gabriel Esparza         | Huang Chih-Hsiung       |
| 2004 Atenes detalls  | Chu Mu-Yen         | Óscar Salazar           | Tamer Bayoumi           |
| 2008 Pequín detalls  | Guillermo Pérez    | Yulis Mercedes          | Rohullah Nikpai         |
| 2008 Pequín detalls  | Guillermo Pérez    | Yulis Mercedes          | Chu Mu-Yen              |
| 2012 Londres detalls | Joel González      | Lee Dae-Hoon            | Alexey Denisenko        |
| 2012 Londres detalls | Joel González      | Lee Dae-Hoon            | Óscar Muñoz             |
| 2016 Rio detalls     | Zhao Shuai         | Tawin Hanprab           | Luisito Pié             |
| 2016 Rio detalls     | Zhao Shuai         | Tawin Hanprab           | Kim Tae-hun             |
| 2020 Tòquio detalls  | Vito Dell'Aquila   | Mohamed Khalil Jendoubi | Mikhail Artamonov       |
| 2020 Tòquio detalls  | Vito Dell'Aquila   | Mohamed Khalil Jendoubi | Jang Jun                |
| 2024 París detalls   | Park Tae-joon      | Gashim Magomedov        | Cyrian Ravet            |
| 2024 París detalls   | Park Tae-joon      | Gashim Magomedov        | Mohamed Khalil Jendoubi |

#### Pes lleuger
| Edició               | Or               | Argent            | Bronze            |
| 2000 Sydney detalls  | Steven López     | Sin Joon-Sik      | Hadi Saei         |
| 2004 Atenes detalls  | Hadi Saei        | Huang Chih-Hsiung | Song Myeong-Seob  |
| 2008 Pequín detalls  | Son Tae-Jin      | Mark López        | Servet Tazegül    |
| 2008 Pequín detalls  | Son Tae-Jin      | Mark López        | Sung Yu-Chi       |
| 2012 Londres detalls | Servet Tazegül   | Mohammad Motamed  | Terrence Jennings |
| 2012 Londres detalls | Servet Tazegül   | Mohammad Motamed  | Rohullah Nikpai   |
| 2016 Rio detalls     | Ahmad Abughaush  | Alexey Denisenko  | Lee Dae-Hoon      |
| 2016 Rio detalls     | Ahmad Abughaush  | Alexey Denisenko  | Joel González     |
| 2020 Tòquio detalls  | Ulugbek Rashitov | Bradly Sinden     | Hakan Reçber      |
| 2020 Tòquio detalls  | Ulugbek Rashitov | Bradly Sinden     | Zhao Shuai        |
| 2024 París detalls   | Ulugbek Rashitov | Zaid Kareem       | Liang Yushuai     |
| 2024 París detalls   | Ulugbek Rashitov | Zaid Kareem       | Edival Pontes     |

#### Pes mitjà
| Edició               | Or                   | Argent             | Bronze           |
| 2000 Sydney detalls  | Ángel Matos          | Faissal Ebnoutalib | Víctor Estrada   |
| 2004 Atenes detalls  | Steven López         | Bahri Tanrıkulu    | Yousef Karami    |
| 2008 Pequín detalls  | Hadi Saei            | Mauro Sarmiento    | Zhu Guo          |
| 2008 Pequín detalls  | Hadi Saei            | Mauro Sarmiento    | Steven López     |
| 2012 Londres detalls | Sebastián Crismanich | Nicolás García     | Lutalo Muhammad  |
| 2012 Londres detalls | Sebastián Crismanich | Nicolás García     | Mauro Sarmiento  |
| 2016 Rio detalls     | Cheick Sallah Cissé  | Lutalo Muhammad    | Milad Beigi      |
| 2016 Rio detalls     | Cheick Sallah Cissé  | Lutalo Muhammad    | Oussama Oueslati |
| 2020 Tòquio detalls  | Maksim Khramtsov     | Saleh Al-Sharabaty | Toni Kanaet      |
| 2020 Tòquio detalls  | Maksim Khramtsov     | Saleh Al-Sharabaty | Seif Eissa       |
| 2024 París detalls   | Firas Katoussi       | Mehran Barkhordari | Simone Alessio   |
| 2024 París detalls   | Firas Katoussi       | Mehran Barkhordari | Edi Hrnic        |

#### Pes pesant
| Edició               | Or              | Argent                | Bronze              |
| 2000 Sydney detalls  | Kim Kyong-Hun   | Daniel Trenton        | Pascal Gentil       |
| 2004 Atenes detalls  | Moon Dae-Sung   | Aléxandros Nikolaidis | Pascal Gentil       |
| 2008 Pequín detalls  | Cha Dong-Min    | Aléxandros Nikolaidis | Chika Chukwumerije  |
| 2008 Pequín detalls  | Cha Dong-Min    | Aléxandros Nikolaidis | Arman Chilmanov     |
| 2012 Londres detalls | Carlo Molfetta  | Anthony Obame         | Robelis Despaigne   |
| 2012 Londres detalls | Carlo Molfetta  | Anthony Obame         | Liu Xiaobo          |
| 2016 Rio detalls     | Radik Isayev    | Abdoul Issoufou       | Maicon Siqueira     |
| 2016 Rio detalls     | Radik Isayev    | Abdoul Issoufou       | Cha Dong-min        |
| 2020 Tòquio detalls  | Vladislav Larin | Dejan Georgievski     | In Kyo-don          |
| 2020 Tòquio detalls  | Vladislav Larin | Dejan Georgievski     | Rafael Alba         |
| 2024 París detalls   | Arian Salimi    | Caden Cunningham      | Rafael Alba         |
| 2024 París detalls   | Arian Salimi    | Caden Cunningham      | Cheick Sallah Cissé |

### Categoria femenina

#### Pes mosca
| Edició               | Or                     | Argent            | Bronze                 |
| 2000 Sydney detalls  | Lauren Burns           | Urbia Meléndez    | Chi Shu-Ju             |
| 2004 Atenes detalls  | Chen Shih-Hsin         | Yanelis Labrada   | Yaowapa Boorapolchai   |
| 2008 Pequín detalls  | Wu Jingyu              | Buttree Puedpong  | Daynellis Montejo      |
| 2008 Pequín detalls  | Wu Jingyu              | Buttree Puedpong  | Dalia Contreras        |
| 2012 Londres detalls | Wu Jingyu              | Brigitte Yagüe    | Chanatip Sonkham       |
| 2012 Londres detalls | Wu Jingyu              | Brigitte Yagüe    | Lucija Zaninović       |
| 2016 Rio detalls     | Kim So-hui             | Tijana Bogdanović | Patimat Abakarova      |
| 2016 Rio detalls     | Kim So-hui             | Tijana Bogdanović | Panipak Wongpattanakit |
| 2020 Tòquio detalls  | Panipak Wongpattanakit | Adriana Cerezo    | Avishag Semberg        |
| 2020 Tòquio detalls  | Panipak Wongpattanakit | Adriana Cerezo    | Tijana Bogdanović      |
| 2024 París detalls   | Panipak Wongpattanakit | Guo Qing          | Mobina Nematzadeh      |
| 2024 París detalls   | Panipak Wongpattanakit | Guo Qing          | Lena Stojković         |

#### Pes lleuger
| Edició               | Or                 | Argent          | Bronze              |
| 2000 Sydney detalls  | Jung Jae-Eun       | Tran Hieu Ngan  | Hamide Bıkçın Tosun |
| 2004 Atenes detalls  | Jang Ji-Won        | Nia Abdallah    | Iridia Salazar      |
| 2008 Pequín detalls  | Lim Su-Jeong       | Azize Tanrıkulu | Diana López         |
| 2008 Pequín detalls  | Lim Su-Jeong       | Azize Tanrıkulu | Martina Zubčić      |
| 2012 Londres detalls | Jade Jones         | Hou Yuzhuo      | Marlène Harnois     |
| 2012 Londres detalls | Jade Jones         | Hou Yuzhuo      | Tseng Li-Cheng      |
| 2016 Rio detalls     | Jade Jones         | Eva Calvo       | Kimia Alizadeh      |
| 2016 Rio detalls     | Jade Jones         | Eva Calvo       | Hedaya Malak        |
| 2020 Tòquio detalls  | Anastasija Zolotic | Tatiana Minina  | Lo Chia-ling        |
| 2020 Tòquio detalls  | Anastasija Zolotic | Tatiana Minina  | Hatice Kübra İlgün  |
| 2024 París detalls   | Kim Yu-jin         | Nahid Kiani     | Skylar Park         |
| 2024 París detalls   | Kim Yu-jin         | Nahid Kiani     | Kimia Alizadeh      |

#### Pes mitjà
| Edició               | Or               | Argent              | Bronze            |
| 2000 Sydney detalls  | Lee Sun-Hee      | Trude Gundersen     | Yoriko Okamoto    |
| 2004 Atenes detalls  | Luo Wei          | Elisavet Mystakidou | Hwang Kyung-Sun   |
| 2008 Pequín detalls  | Hwang Kyung-Seon | Karine Sergerie     | Gwladys Épangue   |
| 2008 Pequín detalls  | Hwang Kyung-Seon | Karine Sergerie     | Sandra Šarić      |
| 2012 Londres detalls | Hwang Kyung-Seon | Nur Tatar           | Helena Fromm      |
| 2012 Londres detalls | Hwang Kyung-Seon | Nur Tatar           | Paige McPherson   |
| 2016 Rio detalls     | Oh Hye-ri        | Haby Niaré          | Ruth Gbagbi       |
| 2016 Rio detalls     | Oh Hye-ri        | Haby Niaré          | Nur Tatar         |
| 2020 Tòquio detalls  | Matea Jelić      | Lauren Williams     | Ruth Gbagbi       |
| 2020 Tòquio detalls  | Matea Jelić      | Lauren Williams     | Hedaya Wahba      |
| 2024 París detalls   | Viviana Márton   | Aleksandra Perišić  | Sarah Chaâri      |
| 2024 París detalls   | Viviana Márton   | Aleksandra Perišić  | Kristina Teachout |

#### Pes pesant
| Edició               | Or             | Argent               | Bronze                 |
| 2000 Sydney detalls  | Chen Zhong     | Natalia Ivanova      | Dominique Bosshart     |
| 2004 Atenes detalls  | Chen Zhong     | Myriam Baverel       | Adriana Carmona        |
| 2008 Pequín detalls  | Maria Espinoza | Nina Solheim         | Sarah Stevenson        |
| 2008 Pequín detalls  | Maria Espinoza | Nina Solheim         | Natália Falavigna      |
| 2012 Londres detalls | Milica Mandić  | Anne-Caroline Graffe | Anastasia Baryshnikova |
| 2012 Londres detalls | Milica Mandić  | Anne-Caroline Graffe | Maria Espinoza         |
| 2016 Rio detalls     | Zheng Shuyin   | Maria Espinoza       | Bianca Walkden         |
| 2016 Rio detalls     | Zheng Shuyin   | Maria Espinoza       | Jackie Galloway        |
| 2020 Tòquio detalls  | Milica Mandić  | Lee Da-bin           | Althéa Laurin          |
| 2020 Tòquio detalls  | Milica Mandić  | Lee Da-bin           | Bianca Walkden         |
| 2024 París detalls   | Althéa Laurin  | Svetlana Osipova     | Lee Da-bin             |
| 2024 París detalls   | Althéa Laurin  | Svetlana Osipova     | Nafia Kuş\|            |